# Забиха
Заби́ха (араб. ذبيحة‎, ðæbi ħɐ ː) — животное, зарезанное по правилам, установленным шариатом. Резка животного называется забх.

## Животные
Предписанный шариатом метод ритуального убоя относится ко всем животным, за исключением саранчи, рыб, и большинства дозволенных морепродуктов, которых резать не обязательно. При забое животного делается глубокий надрез острым ножом по горлу так, чтобы перерезать яремную вену и сонную артерию, но оставить неповреждённым спинной мозг. В кораническом аяте суры Аль-Маида перечисляются животные, употребление которых для мусульман запрещено (то есть харам):

Вам запрещены мертвечина, кровь, мясо свиньи и то, над чем не было произнесено имя Аллаха (или что было зарезано не ради Аллаха), или было задушено, или забито до смерти, или подохло при падении, или заколото рогами или задрано хищником, если только вы не успеете зарезать его, и то, что зарезано на каменных жертвенниках (или для идолов), а также гадание по стрелам. Всё это есть нечестие. Сегодня неверующие отчаялись в вашей религии. Не бойтесь же их, а бойтесь Меня. Сегодня Я ради вас усовершенствовал вашу религию, довёл до конца Мою милость к вам и одобрил для вас в качестве религии ислам. Если же кто-либо будет вынужден пойти на это (на употребление запрещённых продуктов) от голода, а не из склонности к греху, то ведь Аллах — Прощающий, Милосердный. ۝ Они спрашивают тебя о том, что им дозволено. Скажи: «Вам дозволены блага. А то, что поймали для вас обученные хищники, которых вы обучаете, как собак, части того, чему обучил вас Аллах, ешьте и поминайте над этим имя Аллаха. Бойтесь Аллаха, ведь Аллах скор в расчёте. ۝ Сегодня вам дозволена благая пища. Еда людей Писания (то есть иудеев и христиан) также дозволена вам, а ваша еда дозволена им, а также вам дозволены целомудренные женщины из числа уверовавших и целомудренные женщины из числа тех, кому Писание было даровано до вас, если вы выплатите им вознаграждение (приданое), желая сберечь целомудрие, не распутствуя и не беря их себе в подруги. Тщетны деяния того, кто отрёкся от веры, а в Последней жизни он окажется среди потерпевших урон…»
—  5:3 (Кулиев)

## Порядок заклания
Главным условием при резке животного является произнесение режущим мусульманином слова «Бисмиллях» (во имя Аллаха). Если это слово не было произнесено намеренно, то мясо такого животного запрещено употреблять в пищу (харам). В том случае, если резчик не произнёс слово «Бисмиллях» по забывчивости, то это мясо есть можно (халяль). Вместо слова «Бисмиллях» можно произнести слова «Аллаху акбар» (Аллах велик). Это предписание исходит из 36 аята суры Аль-Хаджж: «И принесение в жертву верблюдов Мы установили для вас в качестве обряда, предписанного Аллахом. Для вас в этом — польза. Произносите же над верблюдами имя Аллаха, когда они стоят рядами».
По исламской традиции, животное для убоя необходимо осторожно положить на землю, не травмируя его и не нанося увечий. Нож должен быть острым для того, чтобы не причинять лишнюю боль животному. Необходимо прятать нож от животного до последнего момента. При убое животного режутся крупные шейные артерии, а также пищевод и трахея, оставляя неповреждённой нервную систему. Животное не разделывается до того, пока оно не умрёт. Необходимо, чтобы как можно больше крови вытекло из тела животного. При таком убое мясо считается дозволенным (халяль).